# 신무월의 무녀
신무월의 무녀(일본어: 神無月の巫女)는 가이샤쿠가 제작한 일본의 백합 장르의 만화 시리즈이다. 이 시리즈는 주인공 히메코와 치카네 간의 관계를 중심에 두고 있으며 줄거리 내 메카 주제 요소를 포함하고 있다. 14화 시리즈는 2004년부터 2005년까지 월간 소년 에이스지의 가도카와 쇼텐을 통해 연재되었다.
이 시리즈는 애니메이션 버전을 기반으로 TNK와 Geneon Entertainment에 의해 12화 애니메이션으로 각색되었으며 2004년 11월 25일 Geneon에 의해 출시되었다. 북아메리카의 경우 만화는 토쿄팝이, 애니메이션은 Geneon USA가 라이선스를 받았다. 애니메이션 라이선스는 2009년 센타이 필름웍스로 넘어갔다.